# 1320
سنة 1320 كانت سنة كبيسة تبدأ يوم الثلاثاء (الرابط يظهر نموذج التقويم الكامل للسنة) من التقويم اليولياني.

## مواليد
- فوكاشين مرنيافتشيفتش

## وفيات
- ريكولدو دي مونتي.
- ميخائيل التاسع باليولوج.
- نزاري القهستاني.
- يوأنس الثامن (بابا الإسكندرية).